# Лютцов-Холм (залив)
Вижте пояснителната страница за други значения на Лютцов.
Заливът Лютцов-Холм (на норвежки: Lützow-Holmfjord; на английски: Lützow-Holm Bay) е залив в югозападната част на море Космонавти, част от акваторията на Индоокеанския сектор на Южния океан, край бреговете на Източна Антарктида, Бреговете Принц Харалд и Принц Олаф на Земя кралица Мод. Простира се на 220 km от полуостров Рисер-Ларсен на запад до нос Флатунга (68°50′ ю. ш. 39°55′ и. д. / 68.833333° ю. ш. 39.916667° и. д.) на изток. Вдава се в континента на 138 km. Крайбрежието му е силно разчленено от по-малки заливи (Флета, Дюпвик, Хавсботън, Брейдвог, Хувдебукта и др.), полуострови (Дюпвикнесет, Скален, Скарвснес, Лангхувде и др.) и острови (Пад, Флатвер и др.). В най-южната му част се „влива“ големия долинен ледник Сирасе, а в югоизточната – ледника Скален.
Заливът Лютцов-Холм е открит на 21 и 23 февруари 1931 г. по време на разузнавателен полет на ръководителя на норвежката антарктическа експедиция (1930 – 32) Ялмар Рисер-Ларсен и е наименуван от него в чест на пилота на самолета Фин Лютцов-Холм (1890 – 1950). Впоследствие заливът и неговото крайбрежие са изследвани и топографски заснети от норвежката експедиция.